# Jean de Reszke

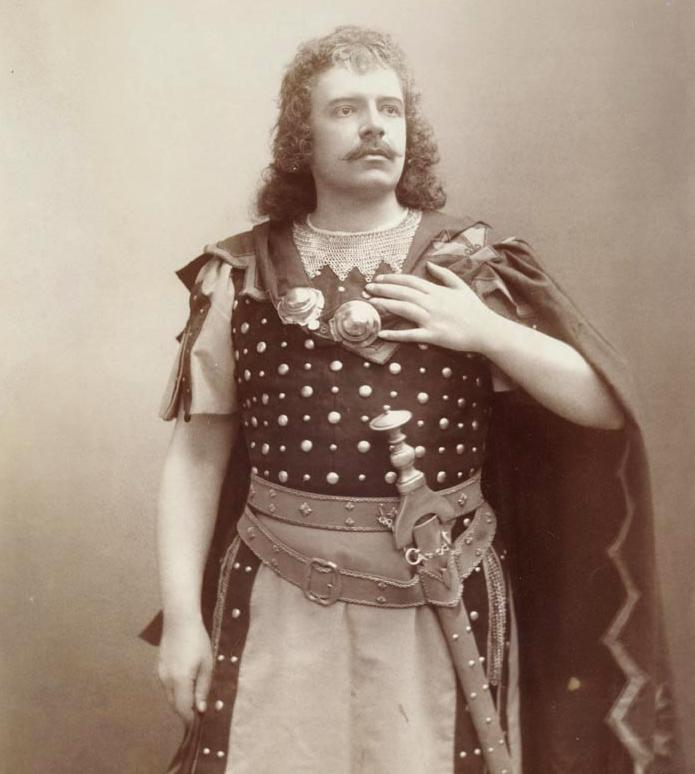
Jean de Reszke, interprétant Tristan au Met en 1895, dans Tristan und Isolde de Wagner

Jean de Reszke est un ténor d'opéra et pédagogue d'origine polonaise, né Jan Mieczysław Reszke à Varsovie (Pologne) le 14 janvier 1850, décédé à Nice (Alpes-Maritimes) le 3 avril 1925.
Il est, selon Rodolfo Celletti, « la dernière incarnation du mythe du ténor romantique auquel avait donné naissance Mario » et le ténor par excellence de la belle époque.

## Biographie
Après avoir étudié à Varsovie avec le ténor Francesco Ciaffei (1819-1894), puis en Italie, à Milan, avec le baryton Antonio Cotogni (1831-1918), il débute dans le registre de baryton en 1874, à la Fenice de Venise, sous son nom italianisé de "Giovanni di Reschi". Il chante la même année à Londres (au Théâtre Royal de Drury Lane) et à Paris.
En 1876, année où il francise son nom en "Jean de Reszke", il reprend ses études musicales auprès de Giovanni Sbriglia (1832-1916), ténor, dans ce registre qui lui convient mieux et sera désormais le sien. Il commence sa carrière de ténor au Teatro Real de Madrid en 1879, revient à Londres en 1881 (où il chante jusqu'en 1900) et à Paris en 1884 (s'y produisant jusqu'en 1888). En 1891, il part aux États-Unis où, après Chicago, il débute au Metropolitan Opera ("Met") de New York et y apparaît régulièrement (339 prestations) jusqu'en 1901. Son répertoire comprend notamment des opéras français (Carmen, Faust, Le Cid...), italiens (Aida, Otello...) et, pour une large part, des ouvrages de Richard Wagner (Siegfried, Tristan und Isolde, Lohengrin...) — voir la liste sélective de rôles ci-après —.
Malade, Jean de Reszke met un terme à ses activités de chanteur en 1904, année où il entame une seconde carrière de pédagogue, se partageant entre Nice (où il meurt en 1925) et Paris. Parmi ses élèves, citons Claire Croiza, Bidu Sayão, Maggie Teyte, Bessie Abott, Louise Edvina, Arthur Endrèze, Vladimir Rosing, Mafalda Salvatini, Clive Carey, Miriam Licette, Edna de Lima, Isabel Stevens Lathrop et Leo Slezak.
En 1905, il enregistre toutefois deux disques quelques airs mais il en interdit la publication. Les cylindres Mapleson enregistrés au Met en 1901 et 1902 gardent la trace de quelques airs.
Notons qu'en 1951, il est personnifié au cinéma par Alan Napier, dans Le Grand Caruso, film biographique de Richard Thorpe.
Jean de Reszke est membre d'une famille de musiciens : ses parents sont mélomanes et musiciens amateurs ; son frère (aux côtés duquel il chante plusieurs fois, notamment au Met) est la basse Édouard de Reszke (1853-1917) ; sa sœur est la soprano Josephine de Reszke (1855-1891).

## Rôles (sélection)

### au Met
Productions jouées à la Metropolitan Opera House, sauf mention contraire
- 1891 : Lohengrin de Richard Wagner, avec Emma Eames, Édouard de Reszke, direction musicale Auguste Vianesi (à Chicago ; rôle-titre, interprété 53 fois, jusqu'en 1901)
- 1891 : Aida de Giuseppe Verdi, avec Lilli Lehmann, direction musicale Louis Saar (à Chicago ; rôle de Radamès, interprété 6 fois, la dernière en 1901)
- 1891 : Otello de Giuseppe Verdi, avec Emma Albani, direction musicale Louis Saar (à Chicago ; rôle-titre, interprété 2 fois, la seconde en 1892)
- 1891 : Faust de Charles Gounod, avec Emma Eames, Édouard de Reszke, direction musicale Auguste Vianesi (à Chicago ; rôle-titre, interprété 71 fois, jusqu'en 1901)
- 1891 : Les Huguenots de Giacomo Meyerbeer, avec Emma Albani, Édouard de Reszke, direction musicale Auguste Vianesi (rôle de Raoul de Nangis, interprété 43 fois, jusqu'en 1901)
- 1891 : Roméo et Juliette de Charles Gounod, avec Emma Eames, Édouard de Reszke, direction musicale Auguste Vianesi (rôle de Roméo, interprété 47 fois, jusqu'en 1901)
- 1892 : L'Africaine de Giacomo Meyerbeer, avec Lillian Nordica, Édouard de Reszke, direction musicale Auguste Vianesi (rôle de Vasco de Gama, interprété 11 fois, jusqu'en 1901)
- 1892 : Die Meistersinger von Nürnberg de Richard Wagner, avec Emma Albani, direction musicale Anton Seidl (rôle de Walther von Stolzing, interprété 14 fois, jusqu'en 1901)
- 1892 : Le Prophète de Giacomo Meyerbeer, avec Lilli Lehmann, Édouard de Reszke, direction musicale Auguste Vianesi (rôle de Jean de Leyde, interprété 4 fois, jusqu'en 1899)
- 1893 : Carmen de Georges Bizet, avec Emma Calvé, direction Luigi Mancinelli (rôle de Don José, interprété 17 fois, jusqu'en 1897)
- 1894 : Elaine de Herman Bemberg, avec Nellie Melba, Édouard de Reszke, direction musicale Luigi Mancinelli (rôle de Lancelot, 2 représentations, la seconde début 1895)
- 1894 : Werther de Jules Massenet, avec Emma Eames, direction musicale Luigi Mancinelli (rôle-titre, interprété 3 fois, jusqu'en 1897)
- 1895 : Tristan und Isolde de Richard Wagner, avec Lillian Nordica, Édouard de Reszke, direction musicale Anton Seidl (rôle de Tristan, interprété 25 fois, jusqu'en 1901)
- 1895 : Manon de Jules Massenet, avec Sibyl Sanderson, direction musicale Enrico Bevignani (rôle de Des Grieux, 6 représentations, jusqu'en février 1896)
- 1896 : Siegfried de Richard Wagner, avec Nellie Melba, Édouard de Reszke, direction musicale Anton Seidl (rôle-titre, interprété 13 fois, jusqu'en 1901)
- 1897 : Le Cid de Jules Massenet, avec Felia Litvinne, Édouard de Reszke, direction musicale Luigi Mancinelli (rôle de Rodrigue, interprété 7 fois, jusqu'en 1901)
- 1899 : Götterdämmerung de Richard Wagner, avec Lillian Nordica, Édouard de Reszke, direction musicale Franz Schalk (rôle de Siegfried, interprété 6 fois, jusqu'en 1901)

### à Londres
au "Covent Garden" (Royal Opera House), sauf mention contraire
- 1887 : Aida de Giuseppe Verdi (rôle de Radamès, au Théâtre Royal de Drury Lane)
- 1888 : Lohengrin de Richard Wagner (rôle-titre) ; L'Africaine de Giacomo Meyerbeer (rôle de Vasco de Gama)
- 1889 : Roméo et Juliette de Charles Gounod (rôle de Roméo) ; Die Meistersinger von Nürnberg de Richard Wagner (rôle de Walther von Stolzing)
- 1890 : Carmen de Georges Bizet (rôle de Don José)
- 1891 : Otello de Giuseppe Verdi (rôle-titre)
- 1894 : Werther de Jules Massenet (rôle-titre)

### à Paris
- 1884 : Hérodiade (opéra) de Jules Massenet (rôle de Jean ; production du Théâtre-Italien)
- 1885 : Le Cid de Jules Massenet (rôle de Rodrigue ; création, à l'Opéra-Comique)
- 1902 : Paillasse de Ruggero Leoncavallo (rôle de Paillasse ; création parisienne à l'Opéra de Paris) après la création française à Bordeaux en 1894
- 1902 : Siegfried de Richard Wagner (rôle-titre; création française le 3 janvier).

### autres lieux
- 1874 : La Favorite de Gaetano Donizetti (rôle d'Alphonse XI, comme baryton, à la Fenice de Venise)
- 1879 : Robert le Diable de Giacomo Meyerbeer (rôle-titre, au Teatro Real de Madrid)